# När någon syndare födes på nytt
När någon syndare födes på nytt av psalmförfattaren Carl Lundgren. Den har fyra 8-radiga verser och saknar refräng eller kör. Utgifvaren gav psalmen titeln "De troendes enhet" och fogade citatet Att de alla må vara ett. ur Johannesevangeliet 17.

## Publicerad i
- Hjärtesånger 1895 som nr 234 under rubriken "Blandade sånger" och delrubriken "Troendes förmåner: Älsken hvarandra."